# La historia (álbum de Enanitos Verdes)
La historia es el cuarto álbum recopilatorio de Enanitos Verdes. Contiene canciones en vivo y se lanzó en el 2007. Este disco viene con su respectivo DVD,

## Canciones
1 - Amores lejanos 
2 - Tequila 
3 - Por el resto 
4 - Tu cárcel 
5 - Mi primer día sin ti 
6 - Muralla verde 
7 - Mil horas 
8 - Francés limón 
9 - Eterna soledad 
10 - ¡Ay! Dolores 
11 - Cordillera 
12 - Mejor no hablemos de amor 
13 - Luz de día 
14 - Guitarras blancas 
15 - Lamento boliviano 
16 - El extraño de pelo largo 
17 - Te vi en un tren 
18 - A las tres
- Datos: Q5963797